# Taiheiyo Cement
 (mai 2017).
Si vous disposez d'ouvrages ou d'articles de référence ou si vous connaissez des sites web de qualité traitant du thème abordé ici, merci de compléter l'article en donnant les références utiles à sa vérifiabilité et en les liant à la section « Notes et références ».
Taiheiyo Cement (太平洋セメント) est une entreprise japonaise de matériaux de construction notamment du ciment. Elle est issue en 1998 de la fusion de Chichibu Onoda et de Nihon Cement.